# 파르비존 우마르바예프
파르비존 압둘로예비치 우마르바예프(타지크어: Парвизҷон Умарбоев, 페르시아어: پرویزجان عبدالله‌یویچ عمربایف, Parvizdzhon Abdulloyevich Umarbayev, 1994년 11월 1일 ~ )는 불가리아 파르바리가의 로코모티프 플로브디프에서 공격형 미드필더로 활약 중인 타지키스탄의 축구 선수로 러시아 국적도 보유하고 있으며 타지키스탄 축구 대표팀의 주장을 맡고 있다.